# Phorbas domini
Phorbas domini är en svampdjursart som först beskrevs av Boury-Esnault och Van Beveren 1982.  Phorbas domini ingår i släktet Phorbas och familjen Hymedesmiidae.
Artens utbredningsområde är Kerguelen. Inga underarter finns listade i Catalogue of Life.